# Steffi Lemke
Steffi Lemke (Dessau, 19 de enero de 1968) es una política alemana de Alianza 90/Los Verdes que se desempeñó como ministra federal de Medio Ambiente, Conservación de la Naturaleza, Seguridad Nuclear y Protección del Consumidor en el gabinete del canciller Olaf Scholz desde 2021 hasta 2025.
Lemke ha sido miembro del Bundestag por estado de Sajonia-Anhalt desde 1994 hasta 2002 y  nuevamente desde 2013.

## Biografía
Después de asistir a una escuela secundaria politécnica en Dessau, Lemke se formó inicialmente como técnica de zoológico de 1984 a 1986. Posteriormente trabajó como cartero de 1986 a 1988. También asistió a un curso de certificado de finalización de la escuela secundaria en el Philanthropinum en Dessau. Después de graduarse de la escuela secundaria en 1988, estudió ciencias agrícolas en la Universidad Humboldt de Berlín, donde se graduó en 1993 con una licenciatura en ingeniería agrícola (especializada en producción animal).

### Carrera política
Lemke fue una de las cofundadoras del Partido Verde de la RDA en 1989. Se desempeñó por primera vez como miembro del Bundestag alemán de 1994 a 2002, en representación de los distritos de Dessau-Roßlau y Wittenberg. Durante ese tiempo, formó parte del Comité de Alimentación y Agricultura.
De 2002 a 2013, Lemke trabajó como directora general de Alianza 90/Los Verdes, bajo el liderazgo de los copresidentes Angelika Beer (2002-2004), Reinhard Bütikofer (2002-2008), Claudia Roth (2004-2013) y Cem Özdemir (2008-2013). En esta capacidad, dirigió las campañas de su partido en tres elecciones federales, todas sucesivas. A fines de 2013, consideró postularse para el liderazgo del partido, pero finalmente se retiró de la competición, para dejar espacio para Simone Peter.
Desde las elecciones de 2013, Lemke ha sido miembro del Bundestag alemán nuevamente, donde se desempeña como una de los cuatro whips de su grupo parlamentario bajo el liderazgo de los copresidentes del grupo, Katrin Göring-Eckardt y Anton Hofreiter. En esta posición, es miembro del Consejo de Ancianos del parlamento, que, entre otras funciones, determina los puntos de la agenda legislativa diaria y asigna los presidentes de los comités según la representación del partido.
Lemke también es miembro del Comité de Medio Ambiente, Conservación de la Naturaleza y Seguridad Nuclear. Ella se desempeña como portavoz de su grupo parlamentario para la política de conservación de la naturaleza. Además de sus asignaciones en el comité, es parte del Grupo de Amistad del Parlamento Alemán para las Relaciones con los Estados de Centroamérica.
Después de las elecciones estatales de 2016 en Sajonia-Anhalt, Lemke formó parte de la delegación de su partido en las negociaciones para formar el primer gobierno de coalición de Alemania entre la Unión Demócrata Cristiana, el Partido Socialdemócrata y Alianza 90/Los Verdes. Se consideró brevemente que se uniría al gobierno que posteriormente se formó bajo el liderazgo del Ministro-Presidente Reiner Haseloff y se convertiría en Ministra de Estado de Medio Ambiente y Agricultura; sin embargo, el puesto fue para Claudia Dalbert.
En las negociaciones para formar la llamada "coalición semáforo" de los socialdemócratas (SPD), el Partido Verde y el FDP tras las elecciones federales de 2021, Lemke encabezó la delegación de su partido en el grupo de trabajo sobre política medioambiental; sus copresidentes de los otros partidos fueron Rita Schwarzelühr-Sutter (SPD) y Stefan Birkner (FDP).
El 8 de diciembre de 2021, Lemke asumió como Ministra federal de Medio Ambiente, Conservación de la Naturaleza, Seguridad Nuclear y Protección del Consumidor en el Gabinete Scholz.